# 고대 그리스의 의상

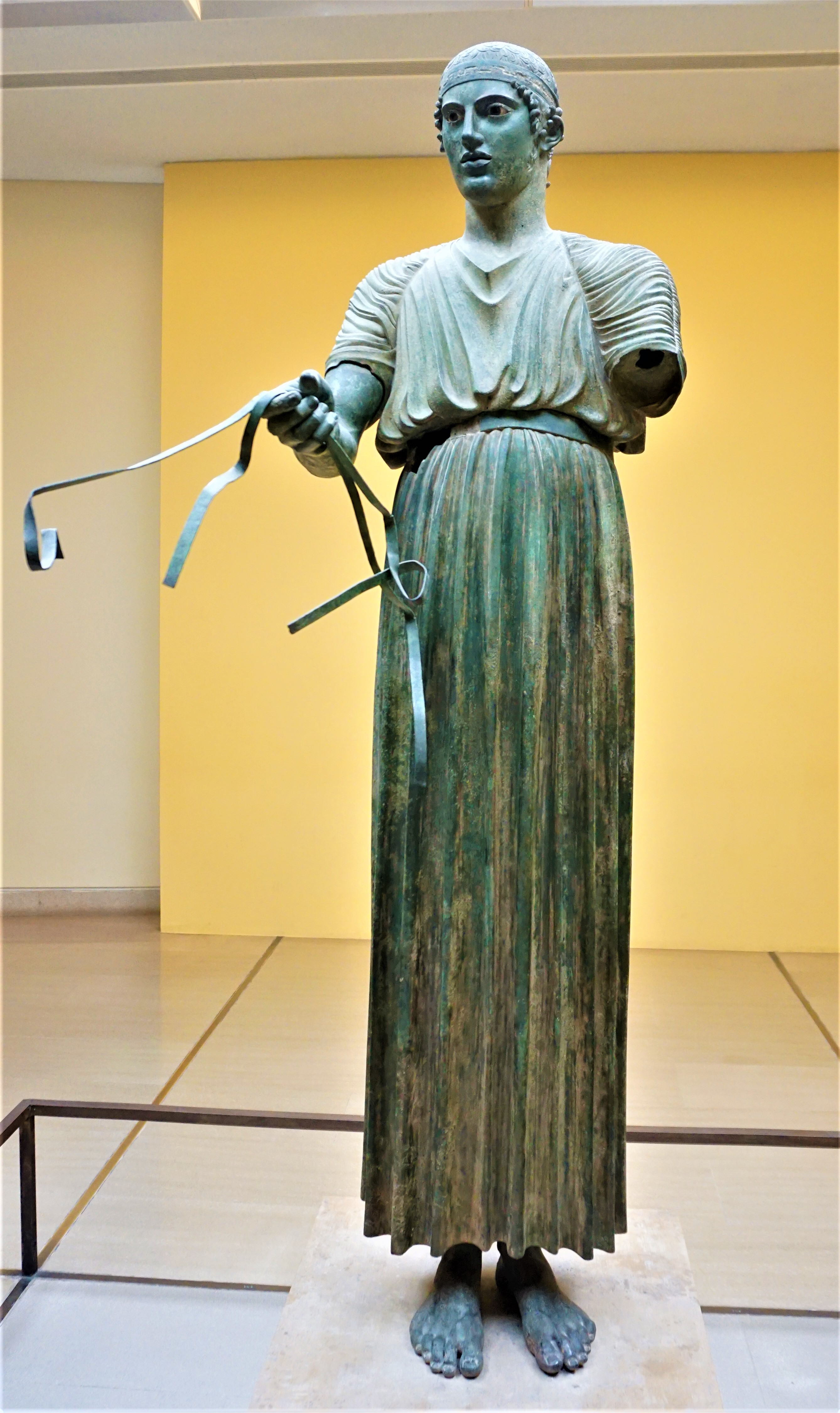

고대 그리스의 의상은 에게해 청동기 시대(기원전 3000년)부터 헬레니즘 시대(기원전 31년)까지의 의복을 가리킨다. 고대 그리스의 의복에는 다양한 스타일이 포함되어 있었지만 주로 키톤(chiton), 페플로스(peplos), 히메이션(himation), 클라미스(chlamys)로 구성되었다. 고대 그리스 민간인들은 일반적으로 속옷(χιτών : chitōn 또는 πέπλος : péplos)과 망토(ἱμάτιον : Himátion 또는 χλαμύς : chlamýs)라는 두 가지 옷을 몸에 두른 옷을 입었다. 고대 그리스 사람들은 무엇을 입었고 언제 입었는지를 결정하는 많은 정치적, 경제적, 사회적, 문화적 요인을 갖고 있었다.
옷은 매우 단순하고, 주름이 잡혀 있고, 헐렁하고, 자유롭게 흘러내렸다. 관습적으로 옷은 집에서 직접 제작하고 최소한의 절단이나 바느질을 통해 다양한 길이의 직사각형 리넨 또는 양모 천으로 절단하고 장식용 걸쇠나 핀, 벨트 또는 거들(ζώνι: zōnē)로 고정했다. 조각은 일반적으로 남성과 여성 사이에서 상호 교환이 가능했다. 그러나 여성들은 대개 발목까지 옷을 입었고, 남성들은 상황과 상황에 따라 일반적으로 무릎까지 입었다. 또한 의류는 단순히 침구나 수의와 같은 옷으로 사용되는 것보다 다양한 용도로 사용되는 경우가 많다.

## 같이 보기
- 고대 로마의 의상